# 2023年世界陸上競技選手権大会アゼルバイジャン選手団
2023年世界陸上競技選手権大会アゼルバイジャン選手団は、2023年8月19日から8月27日までハンガリーのブダペストで開催された第19回世界陸上競技選手権大会のアゼルバイジャン選手団。

## 選手団
- 人員: 選手 2人

## 選手名簿・結果
| 選手               | 種目           | 予選      | 予選     | 決勝     | 決勝     |
| 選手               | 種目           | 結果      | 順位     | 結果     | 順位     |
| ------------------ | -------------- | --------- | -------- | -------- | -------- |
| アレクシス・コペロ | 男子三段跳     | 記録なし  | 記録なし | 予選敗退 | 予選敗退 |
| ハンナ・スカイダン | 女子ハンマー投 | 77.10m NR | 1位      | 74.18m   | 4位      |